# Hans Kinder
Hans Kinder (* 6. August 1900 in Dresden; † 20. Januar 1986 ebenda) war ein deutscher Maler. Er war ein bedeutender Vertreter des Dresdner Spätkubismus. Sein erhaltenes Gesamtwerk umfasst rund 1500 zumeist abstrakte Ölbilder, Temperaarbeiten, Gouachen und Zeichnungen. Kinder schuf auch baugebundene Arbeiten, darunter hauptsächlich Wandmalereien.

## Leben
Kinder wurde in Dresden geboren und besuchte das Dreikönigsgymnasium. Er begann 1916 ein Studium an der Dresdner Kunstgewerbeschule. Zeichnungen aus dieser Zeit sind nicht erhalten. Von 1917 bis 1918 nahm er als Soldat am Ersten Weltkrieg teil. Er wurde verwundet und musste bis 1920 in einem Lazarett bleiben. Im Jahr 1921 heiratete er in Dresden Gertrud Rühle, der Ehe entstammen zwei Kinder. Seinen Lebensunterhalt verdiente sich Kinder mit dem Anfertigen von Scherenschnitten für Notgeldserien.
Kinder ging 1924 nach Weimar, wo er ein Jahr lang als Gasthörer am Bauhaus studierte. Auch aus dieser Zeit sind keine Bilder erhalten. Zurück in Dresden studierte er ab 1925 an der Akademie der Künste. Ab 1926 war er Meisterschüler von Max Feldbauer und bezog ein eigenes Atelier. In diese Zeit fällt auch seine Bekanntschaft mit Erich Fraaß und Ludwig Haller, die sich zu einer Freundschaft entwickelte. In den Jahren 1928 und 1931 wurde Kinder für sein herausragendes künstlerisches Schaffen mit dem Großen Sächsischen Staatspreis ausgezeichnet, der mit einer finanziellen Zuwendung verbunden war. Sie ermöglichte ihm das weitere Studium, das er schließlich 1932 im Fach Wandmalerei abschloss.
Im Jahr 1932 wurde Kinder Mitglied der Dresdner Sezession und arbeitete bis 1939 freischaffend. Es entstanden vornehmlich Wandbilder sowie wenige Porträts. Von 1939 bis 1945 nahm er als Soldat am Zweiten Weltkrieg teil. Während eines Kriegsurlaubs in Paris lernte er auf Vermittlung von Ernst Jünger 1942 den Maler Pablo Picasso kennen. Kinder notierte 1976 rückblickend, dass Picassos Werk seine Arbeit stets stark beeinflusst habe.
In der Zeit des Nationalsozialismus war Kinder Mitglied der Reichskammer der bildenden Künste. Es ist für diesen Zeitraum seine Teilnahme an vier Ausstellungen sicher belegt, darunter 1943 in Dresden Soldat und Künstler. Einige wenige Werke dieser Zeit beschäftigen sich mit den Kriegserlebnissen, „zeigen erschöpfte Soldaten, hoffnungslose Kriegsgefangene und zerstörte Häuser“. Kinder selbst geriet in britische Kriegsgefangenschaft, aus der er im Oktober 1945 nach Dresden zurückkehrte.
Ab 1945 arbeitete Kinder freischaffend in Dresden, schuf baugebundene Arbeiten und erneut Wandbilder. Kinder wurde 1947 Mitglied der Künstlergruppe „Das Ufer“ und arbeitete von 1952 bis 1953 als Leiter der „1. Sozialistischen Künstlerbrigade Schloss Rammenau“. Er setzte sich intensiv mit dem Formalismusstreit auseinander und distanzierte sich in der Folge von der staatlich gelenkten Kunst. Er veröffentlichte 1953 seine Schrift Erkenntnisse meiner Studien über die objektiven Wirkungsgesetze von Form und Farbe.

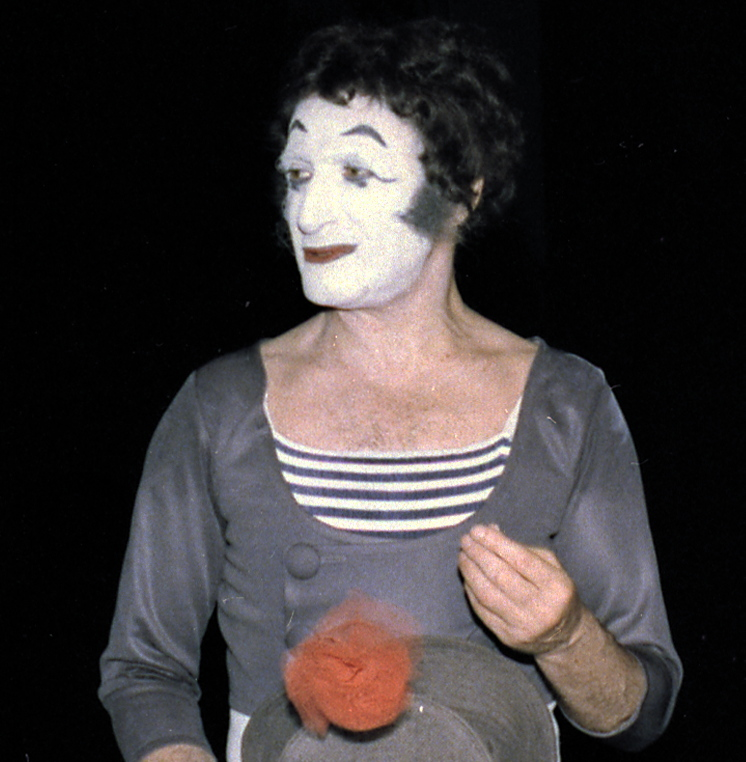
Die pantomimische Abstraktion Marcel Marceaus (hier 1977) prägte Kinders Werk wesentlich

Im Jahr 1954 besuchte Kinder eine Vorstellung des Pantomimen Marcel Marceau, die ihn tief beeindruckte und die „von herausragender Bedeutung für das Schaffen Hans Kinders war“. Marceaus pantomimische Abstraktion führte Kinder durch intensive Beschäftigungen mit Bewegungsabläufen und deren Abstraktion zu einer Reduzierung und zunehmenden Abstraktion im eigenen Werk. Erste Werke zu Marceau entstanden bereits 1963. Erst 1968 traf Kinder Marceau persönlich und begann zu dieser Zeit eine systematische Arbeit am sogenannten „Marceau-Zyklus“, verschiedenen Gouachen. Erhalten haben sich rund 40 Werke zu Marceau aus der Zeit nach 1969 bis 1984.
Von 1957 an hielt sich Kinder im Sommer regelmäßig in Ahrenshoop auf und bezog hier ein kleines Atelier in einer Kate am Grenzweg. Sein Dresdner Atelier befand sich auf der Münzmeisterstraße 40 in Kleinpestitz. Es folgten größere Auftragsarbeiten, darunter die künstlerische Innengestaltung des Leipziger Opernhauses von 1958 bis 1960. Er lernte 1964 Horst Zickelbein kennen, mit dem er bis zu seinem Tod befreundet war.
Den Tod seiner Ehefrau im Jahr 1981 verarbeitete Kinder im 23 Blätter umfassenden Orpheus-Zyklus. Insgesamt entstanden vier Zyklen nach dem Tod der Ehefrau; rund ein Viertel aller überlieferten Arbeiten Kinders stammt aus der Zeit von 1981 bis 1986. Dem 1985 begonnenen A-Zyklus werden rund 30 Blätter zugeordnet; er blieb unvollendet. Kinder starb 1986 in Dresden und fand seine letzte Ruhe zunächst auf dem Friedhof in Leubnitz-Neuostra; er wurde später nach Ahrenshoop umgebettet. In Ahrenshoop, wo nach ihm die Hans-Kinder-Straße benannt ist, ist eine Gedenkstätte für Kinder geplant.
Noch vor seinem Tod hatte Kinder seine theoretischen Schriften, Aufzeichnungen und Tagebücher der Sächsischen Landesbibliothek übergeben. Eine systematische Aufarbeitung auch der rund 1500 erhaltenen Werke Kinders steht bisher aus.
Im Jahr 2010 erschien ein 45-minütiger Filmessay zu Hans Kinder unter dem Titel „… ich habe mich immer als Katalysator empfunden!“

## Wirken

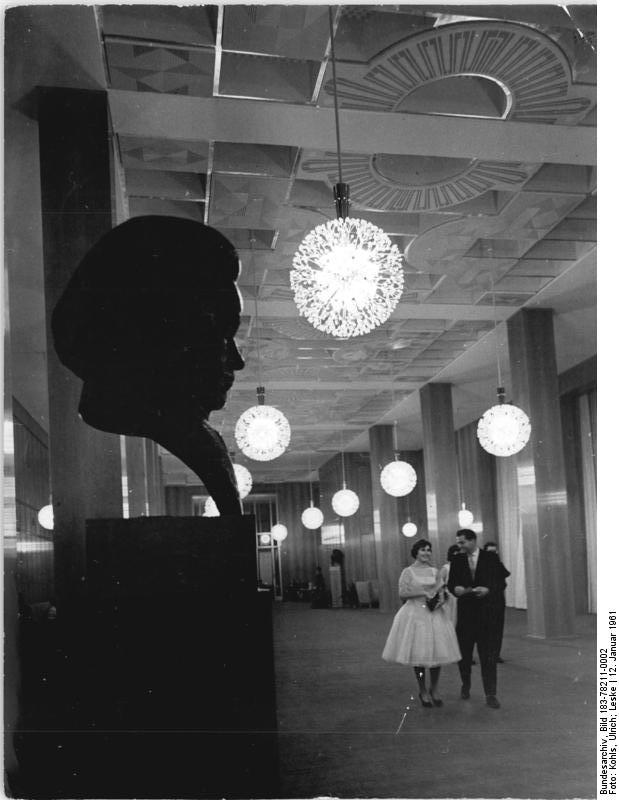
Kinder schuf die künstlerische Innengestaltung der Oper Leipzig

Kinders Kunst wird als „eingebettet in die Traditionen des Bauhauses und der vielfältigen Dresdner Schule“ bezeichnet. Er selbst sah sich zeitlebens als „Katalysator seiner Zeit“. Seine Werke zeigen neben ästhetischen Aspekten des Bauhauses und der Dresdner Schule – „gelegentlich wird die Struktivität des frühen Glöckners gestreift, auch die sachliche Raumbildung Birnstengels klingt an“ – auch Einflüsse des Kubismus und der Werke Picassos.
Charakteristisch für das Gesamtwerk Kinders ist die Beschäftigung mit der Bewegung und der Simultanität. Objektive Bewegung und subjektive Betrachtungsweise vermischen sich dabei, „die simultane Darstellung mehrerer sich überlagernder Objekte soll dem Betrachter eine objektivierte, allseitige Sicht ermöglichen“, sei es figurativ oder abstrakt.
Vor allem nach seiner Stellungnahme innerhalb des Formalismusstreits wurde Kinders Schaffen zunehmend experimentell. Die Formensprache seiner Bilder ist oft streng und rational, dabei stets ausgehend von der Farbe: „Der auch bei Heuer präsente Dresdner Spätkubismus, Echo auf Braque und de Stael vor allem, prägte sich aus als Verknappung auf farbige Grundakkorde“. So sind zum Beispiel die Ahrenshooper Jahre durch Kompositionen in den Grundtönen grau, ocker, rosa und weiß geprägt. In Ahrenshoop und Dresden „entwickelte sich ein Werk, das in seiner Grundsubstanz und Dichte zu den bemerkenswertesten Schöpfungen der eigenwilligen, späten Dresdner Künstlergeneration zählt.“
Kurz nach dem Studium in den 1930er-Jahren und in der DDR-Zeit schuf Kinder auch baugebundene Arbeiten, die ihm Abstand zu seiner künstlerischen Arbeit gaben und dem Broterwerb dienten. Die in dem Zusammenhang entstandenen Wandbilder sind sämtlich nicht erhalten. Zur offiziellen Kulturpolitik der DDR blieb Kinder seit seiner Zeit in der „1. Sozialistischen Künstlerbrigade Schloss Rammenau“ in Distanz und entzog sich unerwünschtem Einfluss auch, indem er sein Schaffen zeitweise völlig einstellte.
Kinder war 1949, 1953, 1977/1978, 1982/1983 und 1987/1988 auf den Deutschen Kunstausstellungen bzw. Kunstausstellungen der DDR in Dresden vertreten.
Seine Arbeiten befinden sich unter anderem im Besitz des Kupferstichkabinetts und der Galerie Neue Meister in Dresden, der Nationalgalerie Berlin, der Kunsthalle Rostock und dem Museum der bildenden Künste Leipzig.
Scherenschnitte von Hans Kinder auf Notgeldscheinen aus Auerbach/Vogtl. von 1921.

## Werke

### Malerei (Auswahl)
- 1950: Stillleben mit Büste und Gitarre (Gemälde Öl / Leinwand, 86,5 cm × 101,5 cm, im Privatbesitz)
- 1964: Klavierspielerin (Tempera auf Hartfaser, im Privatbesitz)
- 1981: Mein Liebstes (Tempera auf Spanplatte, im Besitz der Gemäldegalerie Neue Meister)
- 1982–83: Orpheus-Zyklus (23 Blätter)
- 1983: Eros-Zyklus (12 Blätter)
- 1984: Spektrum-Zyklus (16 Blätter)
- 1985–86: A-Zyklus (rund 30 Blätter, unvollendet)

### Baugebundene Arbeiten
- 1949: zweiteiliges Wandbild „Tanz“ für die 2. Deutsche Kunstausstellung (im Rahmen der „Wandbildaktion“)
- 1950: Wandmalerei für die Landwirtschaftsausstellung in Leipzig
- 1954–56:
  - Wandmalerei für „Uhren und Schmuck“ am Dresdner Altmarkt
  - Wandmalerei im Treppenhaus des Café Prag in Dresden
  - Wandmalerei im Dresdner Club des Lingnerschlosses
- 1958–1960: Innengestaltung der Leipziger Opernhauses
- 1965: Projektierung für die Innengestaltung der Semperoper in Dresden
- 1966–67: Innengestaltung der Komischen Oper Berlin
- 1966–67: Innengestaltung des Hotels Berolina in Berlin
- 1966–67: Mosaiks an Wohnhäusern der Karl-Marx-Allee, Berlin (mit Bert Heller)
- 1970: Wandbild Poem auf Leningrad im Interhotel Newa, Dresden

## Ausstellungen (Auswahl)
- 1932: Dresden, Lipsius-Bau (1. Ausstellung der Dresdner Sezession 1932)
- 1934: Galerie Neue Kunst Fides, Dresden
- 1950: Kunstausstellung Kühl, Dresden (erste Einzelausstellung)
- 1972: Kunstkaten Ahrenshoop
- 1980: Pavillon im Zwinger, Dresden
- 1983: Galerie Mitte, Berlin
- 1987: Kupferstichkabinett, Dresden
- 1995: Galerie am Blauen Wunder, Dresden
- 2000: galerie refugium, Berlin
- 2001: Staatliche Galerie Moritzburg Halle, Landeskunstmuseum Sachsen-Anhalt
- 2013: Galerie Bischoff, Berlin[10]

### Ausstellungsbeteiligungen in der DDR
- 1949, 1953, 1977/1978, 1982/1983 und 1987/1988: Dresden, Deutsche Kunstausstellungen bzw. Kunstausstellungen der DDR
- 1951/1952: Berlin, Museumsbau am Kupfergraben („Künstler schaffen für den Frieden“)
- 1974: Dresden, Kupferstichkabinett („Zeichnungen in der Kunst der DDR“)
- 1976: Leipzig, Galerie am Sachsenplatz („Ausgewählte Handzeichnungen von Künstlern der DDR“)
- 1984: Dresden, Pretiosensaal des Dresdner Schlosses („Das Ufer. Gruppe 1947 Dresdner Künstler. Malerei, Grafik, Plastik, 1947-1952.“)
- 1986: Gotha, Schlossmuseum („Das Urteil des Paris in der bildenden Kunst der DDR“)